# Euphorbia neilmulleri
Euphorbia neilmulleri är en törelväxtart som beskrevs av Marshall Conring Johnston. Euphorbia neilmulleri ingår i släktet törlar, och familjen törelväxter. Inga underarter finns listade i Catalogue of Life.